# Rachicerus sakishimanus
Rachicerus sakishimanus är en tvåvingeart som beskrevs av Akira Nagatomi 1982. Rachicerus sakishimanus ingår i släktet Rachicerus och familjen vedflugor. Inga underarter finns listade i Catalogue of Life.